# Мост љубави
Мост љубави налази се у Врњачкој бањи. Мост је био омиљено састајалиште учитељице Наде и официра Реље. Рељу судбина води у Грчку, на фронт, где упознаје своју нову љубав и раскида веридбу са Надом. Нада скрхана болом копни и умире млада. На мосту на коме су се састајали девојке почињу да каче катанце на које су уписивали своја имена и имена вереника, како би своју љубав закључале и како их не би стигла судбина несрећне учитељице. Инспирисана овом причом Десанка Максимовић написала је једну од својих најлепших песама: Молитва за љубав.

## Галерија
- Мост љубави у Врњачкој Бањи, фотографија
- Натпис на Мосту љубави у Врњачкој Бањи
- Мост љубави у Врњачкој Бањи, фотографија

## Спољашље везе
43° 37′ 14.75″ N 20° 53′ 36.96″ E / 43.6207639° С; 20.8936000° И
- Мост љубави у Врњачкој Бањи Архивирано на веб-сајту  (6. октобар 2016)